# Викуб-Кејм (Плутон)
Викуб-Кејм је назив за тамно подрчије у регији "Боксер" на патуљастој планети Плутон. Добио је име по мајанском Богу "Викуб-Кејму".